# Những cuộc phiêu lưu của Sherlock Holmes (phim truyền hình, 1984)
Những cuộc phiêu lưu của Sherlock Holmes (tiếng Anh: The Adventures of Sherlock Holmes) là một loạt phim truyền hình gồm 9 phần (41 tập) do kênh ITV Granada phát hành từ 24 tháng 4 năm 1984 đến ngày 11 tháng 4 năm 1994.

## Nội dung
Truyện phim phỏng theo loạt trinh thám tiểu thuyết Sherlock Holmes của tác giả Sir Arthur Conan Doyle và có tham khảo mô thức quay dựng của loạt kịch truyền hình Chuyến phiêu lưu của Beryl Coronet từng rất ăn khách trước đó.

## Kỹ thuật
Cho đến thập niên 2010, Những cuộc phiêu lưu của Sherlock Holmes đứng đầu danh sách xuất phẩm truyền hình ngốn nhiều nhân lực và vật lực nhất tại Vương quốc Liên hiệp Anh.

### Sản xuất
- Thiết kế sản xuất: Michael Grimes, Margaret Coombes, Tim Wilding, Diane Crossley
- Nhiếp ảnh: Mike Popley, Ray Goode, Ken Morgan, Mike Blakeley
- Hiệu đính: Chris Gill, Alan Ringland, Jack Dardis, David Rees, John W. Carr, David Stocks

### Diễn xuất
- Jeremy Brett[5]... Sherlock Holmes (1984-1994)
- David Burke... Y sĩ John H. Watson (1984-1985)
- Edward Hardwicke... Y sĩ John H. Watson (1986-1994)
- Rosalie Williams... Bà Hudson (1984-1994)
- Colin Jeavons... Thám tử Lestrade (1984-1992)
- Eric Porter... Giáo sư Moriarty (1985, 1986, 1988, 1993)
- Charles Gray... Mycroft Holmes (1985, 1988, 1994)
- Tenniel Evans... Hilton Cubitt
- David Gwillim... Percy Phelps
- Gayle Hunnicutt... Irene Adler
- Norman Jones... Henry Wood
- Jeremy Kemp... Y sĩ Grimesby Roylott
- Rosalind Knight... Bá tước phu nhân xứ Morcar
- Barbara Wilshere... Violet Smith
- Joss Ackland... Jephro Rucastle